# 大谷研二
大谷 研二（おおたに けんじ、1956年4月22日 - ）は、日本の合唱指揮者。神奈川県出身。NHK東京児童合唱団常任指揮者、東京混声合唱団指揮者。活水女子大学音楽学部学術研究所教授。

## 人物
1980年、武蔵野音楽大学を卒業した後、東京混声合唱団に入団。高階正光のもとで指揮法を学ぶ。1983年よりヨーロッパへ留学し、ストックホルムにてエリック・エリクソンに一年間師事した後、フランクフルト音楽大学合唱指揮科へ入学。ヘルムート・リリングなどに師事し、1987年に同大学を卒業。1989年に帰国。
1990年、東京混声合唱団のコンダクター・イン・レジデンスに就任し、1991年の東京混声合唱団第127回定期演奏会にて同合唱団の指揮者としてデビュー。1997年、同合唱団の専任指揮者に就任。
2008年1月31日、埼玉県富士見市の市道で原動機付自転車を運転していたところ、交差点で軽乗用車と出合い頭に衝突。頭を強く打つ重症を負ったが、一命は取り留めた。その後、足に障害を抱え、歩く際には杖が必要となった。

## 出演
- NHK-FM「ビバ！合唱」（DJ、2010年4月 - ）